# Dicranomyia (Dicranomyia) thamyris
Dicranomyia (Dicranomyia) thamyris is een tweevleugelige uit de familie steltmuggen (Limoniidae). De soort komt voor in het Neotropisch gebied.